# Ниагара (река)
Вижте пояснителната страница за други значения на Ниагара.
Ниагара (на английски: Niagara River) е река в Северна Америка. Протича между езерата Ери и Онтарио. Формира част от границата между провинция Онтарио в Канада (на запад) и щатът Ню Йорк в САЩ (на изток). Има различни теории относно произходът на името на реката.
Реката, която понякога е описвана като проток, има дължина от 58 километра (36 мили). По нейното течение се намира Ниагарският водопад. В днешно време отклоняването на реката за производство на електроенергия значително е намалило скоростта на ерозия. Електроцентрали по реката включват Електроцентрали Сър Адам Бек (построени 1922 и 1954) от канадаската страна, и Електроцентрала Роберт Моузес (1961 г.). Заедно те произвеждат 4.4 гигавати електричество.
По протежението на реката има два големи и множество малки острови.

## История
Ниагарската река и Ниагарските водопади са били познати извън Северна Америка от края на 17 век когато Луис Хенепин, френски изследовател, ги вижда. Той пише за своите пътувания в Ново откритие на голяма страна в Америка (1698).
Ниагарската река е мястото, от което има най-ранни данни за релсов път в Америка. Представлявал е наклонена дървена трамвайна линия. Построен през 1764 г. от Джон Монтресор, британски военен инженер. Натоварени колички са били теглени с въже по дървени релси. Релсовият път е служел за облекчаването на преноса на стоки.
По река Ниагара са се водили няколко битки.
Преди Гражданската война, реката е била важен път към свободата за много афроамериканци, които бягайки от робството през подземната железница, пресичали реката за да стигнат Канада и свободата. Монумент на брега на реката в град Леуистаун възпоменава куража на бягащите роби и на местните доброволци, които са им помагали да преминат тайно през реката.